# 克莱布龙
克莱布龙是德国巴登-符腾堡州的一个市镇。总面积17.09平方公里，总人口2720人，其中男性1381人，女性1339人（2011年12月31日），人口密度159人/平方公里。